# Słubice
Słubice [swuˈbiʦɛ], tyska (historiskt): Frankfurt-Dammvorstadt, är en gränsstad och huvudort i distriktet Powiat słubicki i Lubusz vojvodskap i västra Polen. Staden hade omkring 17 000 invånare i tätorten och 19 965 kommuninvånare 2011. Słubice är beläget på floden Oders (polska: Odra) östra strand vid tysk-polska gränsen och var före 1945 del av den tyska staden Frankfurt an der Oder. Endast en bro skiljer Słubice från Tyskland, och staden är därför starkt påverkad av gränshandeln, vilket gör att det finns ett stort affärsutbud riktat mot tyska kunder.

## Historia
Staden består av det som fram till 1945 var stadsdelen Dammvorstadt i Frankfurt an der Oder. Dammvorstadt var en förstad på östra sidan av floden Oder. Efter att gränsen flyttats efter andra världskriget hamnade denna del av staden i Polen, och stadsdelen avfolkades nästan helt då den tysktalande befolkningen flydde eller tvångsförflyttades. Under 1940- och 1950-talen återbefolkades staden gradvis genom inflyttning av polsktalande från andra delar av Polen och dåvarande Sovjetunionen. I och med gränsöppningar i Centraleuropa och Polens EU-medlemskap har gränshandeln blomstrat i Słubice, och sedan 1998 har staden även en polsk-tysk internationell högskola, Collegium Polonicum.

## Monument
22 oktober 2014 avtäcktes i Słubice Wikipediamonumentet över uppslagsverket Wikipedia. Initiativet till monumentet, som kostat 47 000 złoty och bekostats av staden, kom från Krzysztof Wojciechowski, rektor vid den lokala högskolan Collegium Polonicum. Vid avtäckningen närvarade Słubices vice borgmästare Piotr Luczynski, som tackade Wikipediarörelsen för dess osjälviska arbete och dessutom ansåg att monumentet personifierade den lilla gränsstaden Słubices ambitioner.

## Kommunikationer
Słubice ligger vid motorvägen A2 i riktning mot Poznań och Warszawa. Motorvägen ansluter vid gränsen till den tyska motorvägen A12 mot Berlin, detta är även en del av E30. Från Słubice utgår även de polska nationella vägarna DK29 mot Krosno Odrzańskie och DK31 mot Szczecin.
Słubice har en mindre järnvägsstation där enstaka regionala tåg stannar. Till Frankfurt an der Oders järnvägsstation går den lokala busslinjen 983, driven av den tyska regionaltrafiken VBB. Regionala bussförbindelser finns från Słubices busstation till bland annat Rzepin och Kostrzyn nad Odrą. Sedan 2013 finns även reguljär lokalbusstrafik i staden.

## Vänorter
- Tyskland:
  - Frankfurt an der Oder
  - Heilbronn
- Mexiko: Tijuana
- USA: Yuma
- Ukraina: Sjostka

## Bildgalleri

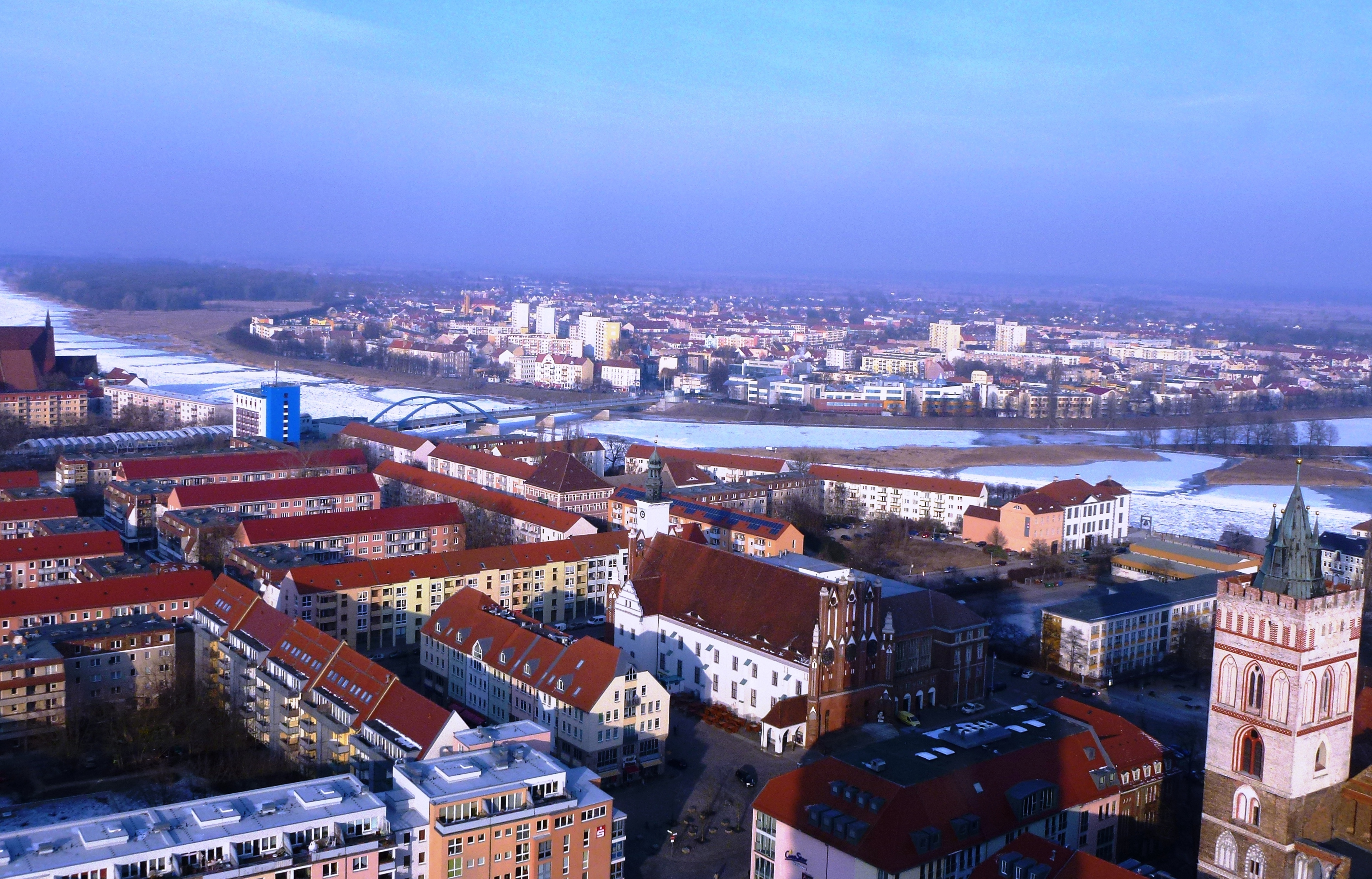
Słubice, sett från Frankfurt an der Oder.
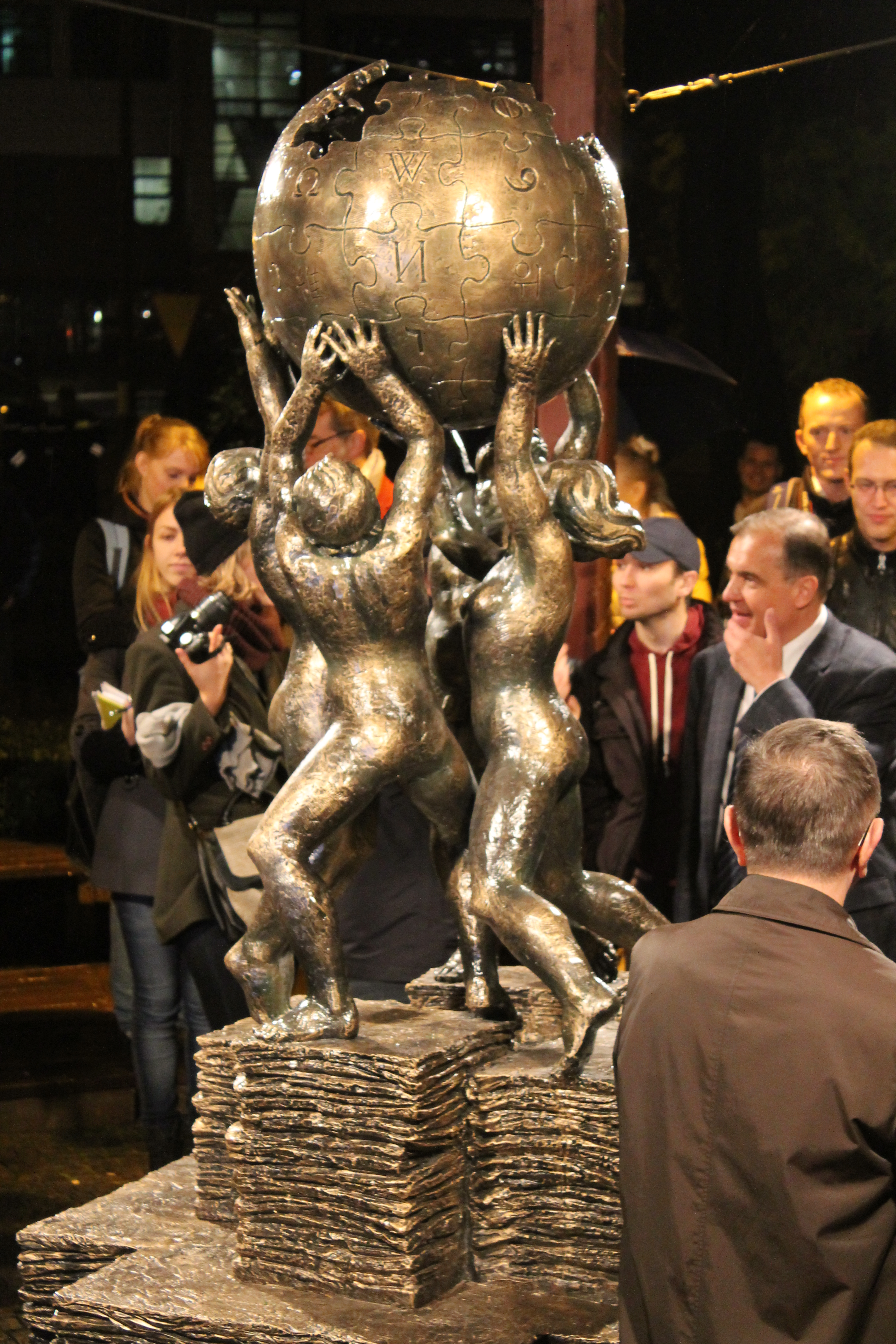
2014 avtäcktes Wikipediamonumentet i staden.

## Källhänvisningar
1. ↑  "Poland to honor Wikipedia with monument". Arkiverad 24 februari 2019 hämtat från the Wayback Machine. AP.org, 2014-10-09. Läst 23 oktober 2014. (engelska)
2. ↑  Day, Matthew (2014-10-10): "Polish town to build statue honouring Wikipedia". Telegraph.co.uk. Läst 23 oktober 2014. (engelska)